# Berlin Bytch Love
Berlin Bytch Love ist ein Dokumentarfilm von Johannes Girke und Heiko Aufdermauer aus dem Jahr 2022. Er begleitet ein obdachloses minderjähriges Pärchen über einen Zeitraum von zwei Jahren mit der erzählerischen Intensität eines Spielfilms. Seine Festivalpremiere feierte der Film im Wettbewerb des DOK.fest München 2022, wo er für mehrere Preise (Produzentenpreis, Preis des Goethe-Instituts, Publikumspreis) nominiert wurde. Der Kinostart erfolgte am 29. Februar 2024.

## Handlung
Sophie, 15, und Dominik, 17, leben seit einem halben Jahr auf den Straßen um den Görlitzer Park. Ihr Alltag ist geprägt von Überlebenskampf, inklusive Schlafen in Hauseingängen, Flaschensammeln und Betteln. Trotz der schwierigen Umstände, wie Sophies Schwangerschaft und Dominiks bevorstehende Gerichtsverhandlung wegen mehrerer Straftaten, bleibt ihre Beziehung stark.

## Produktion
Berlin Bytch Love entstand unter der Regie von Heiko Aufdermauer und Johannes Girke, die es sich zum Ziel setzten, einen intimen und wertungsfreien Einblick in das Leben von Jugendlichen zu bieten, die abseits von Sicherheit, Bildung und Geborgenheit existieren. Über zwei Jahre hinweg begleiteten sie Sophie und Dominik auf ihrem Weg von der Straße zu einem eigenen Zuhause und schufen aus über 100 Stunden Material einen Film, der die Grenzen zwischen Dokumentar- und Spielfilm verschwimmen lässt.

## Kritik
„Heiko Aufdermauer und Johannes Girke beobachten, ohne zu werten, mit beeindruckender Nähe zu ihren Protagonist.innen. Dabei ist ihnen ein Dokumentarfilm mit großer Erzähltiefe - gelungen, aufgelöst wie ein Spielfilm.“ Ysabel Fantou, DOKfest München
„Episch und unfassbar nah dran, ohne zu werten“ – Aus der Begründung des Goethe Instituts zur Nominierung für den Dokumentarfilmpreis
„Knapp drei Jahre lang begleiteten die beiden Filmemacher Heiko Aufdermauer und Johannes Girke den Weg eines jungen Paares mit der Kamera. Unaufdringlich, leichtfüßig, ohne Weichzeichner und ohne jede Kommentierung. Die Dramaturgie des Films speist sich allein aus der Dramaturgie des Lebens seiner Protagonisten.“ – Jane Jannke in DROBS Strassenmagazin
„Es ist schier unglaublich, wie nahe wir Sophie und Dominik kommen, den beiden, die noch lange minderjährig sind, für die Berlin die ganze Welt ist, und die sich doch irgendwohin sehnen (...). Die Regisseure Heiko Aufdermauer und Johannes Girke erzählen ihre wahre Geschichte aus dem wahren Leben wie einen Spielfilm, mit flüssigem Schnitt, klar konturierter Kamera, vor allem ohne Doku-typische Elemente wie Interviews oder Erklärtext.“ Harald Mühlbeyer in KINO-ZEIT

## Auszeichnungen (Auswahl)
- 2022: DOK.fest München nominiert für: Bester deutscher Dokumentarfilm, Dokumentarfilmpreis des Goethe-Instituts, Produktionspreis, Publikumspreis
- 2022: DOC Berlin 2022: Best feature length documentary
- 2022: GHENT VIEWPOINT DOCUMENTARY FESTIVAL Best Social Documentary
- 2022: Nominierung für den Deutschen Dokumentarfilmpreis
- 2023: Filmfestival Max Ophüls Preis (MOP Watchlist)
- 2024: Cannes International Film Week: Best Underground Film[2]